# Vytautas Antanas Dambrava
Vytautas Antanas Dambrava (* 10. Juni 1920 in Babinowitschi, Rajon Wizebsk, Belarus; † 6. Februar 2016 in Florida, Vereinigte Staaten) war ein in den Vereinigten Staaten von Amerika lebender litauischer Diplomat und Jurist.

## Leben
Dambrava legte 1939 das Abitur am staatlichen Gymnasium Utena ab. 1941 wurde er nach der sowjetischen Annexion Litauens mit seiner Familie vorübergehend nach Sibirien deportiert. Von 1942 bis 1944 absolvierte er die Musikschule in Vilnius und 1943 das Studium der Rechtswissenschaft an der Universität Vilnius. Vor der erneuten sowjetischen Besetzung Litauens fliehend emigrierte Dambrava 1944 nach Westen. Von 1945 bis 1948 lebte er in Glasenbach. Dambrava studierte an der Universität Innsbruck und promovierte 1946 in Rechtswissenschaft. Von 1946 bis 1948 folgte ein weiteres Studium am Salzburger Mozarteum.
Ab 1948 lebte er in den Vereinigten Staaten. Seit 1969 arbeitete Dambrava als amerikanischer Diplomat und war Generalkonsul. Von 1980 bis 1985 leitete er die litauische Gemeinschaft Venezuelas. Von 1986 bis 1990 war Dambrava litauischer Honorargeneralkonsul. Ab 1986 gehörte er der Litauischen Katholischen Akademie der Wissenschaften an. Von 1992 bis 1999 war Dambrava litauischer Botschafter in Venezuela, danach in Spanien und Argentinien.
Dambrava sprach Litauisch, Spanisch, Deutsch, Englisch, Portugiesisch, Polnisch, Russisch und Französisch.

## Familie
Vytautas Antanas Dambrava war das älteste Kind von Silvestras Dambrava und Apolonija Dambravienė (geb. Pabarskaitė). Sein Vater war Organist und Polizist, er leitete eine Polizeistelle in Utena. Dambrava hatte drei Brüder und eine Schwester. Sein Bruder Stasys Dambrava (1927–2013) arbeitete als Lehrer.
Dambrava war mit Unda Dambrava verheiratet. Sie lebten in Tampa, Florida.

## Bibliografie
- Kelyje į laisvę: straipsniai, esė, interviu. Du ka, Wilnius, 1995, ISBN 9986-647-01-0, LCCN 00-332502 („Auf dem Weg in die Freiheit“)
- Molotovo – Ribbentropo pakto užkulisiai. Valstybinė Spaustuvė Raidė, Kaunas, 1995, ISBN 9986-531-05-5
- Viešoji diplomatija. Du ka, Wilnius, 1997, ISBN 978-9986-647-04-1, LCCN 2009-447097
- Vakar, šiandien ir visuomet. 2000